# Winterburg
Ne doit pas être confondu avec Wintersbourg ou Winterberg.
Winterburg est une municipalité allemande située dans le land de Rhénanie-Palatinat et l'arrondissement de Bad Kreuznach.